# Calindex.eu
Calindex.eu est un site web et une base de données de revues francophones de cinéma, fondée et développée par Gilles Calenge et Jean-Pierre Calenge, qui couvre la période 1919 à ce jour. Pour chaque revue ou magazine, il y a un index complet des articles (la plus petite notule y figure, avec son titre et son auteur, ce qui implique un épluchage page par page de toutes les parutions) et la couverture de référence pour du numéro concerné. De nouvelles revues sont rajoutées, tandis que celles déjà indexées sont régulièrement mises à jour.

## Contenus
On y trouve aussi bien des revues relevant de la cinéphilie traditionnelle comme Positif ou La Revue du cinéma que des magazines consacrés à un genre cinématographique : l’épouvante (Midi Minuit Fantastique) ou bien l’érotisme (Sex Star Système). Des magazines populaires (Cinémonde, Pour vous) côtoient la très sérieuse revue de recherche sur l’histoire du cinéma 1895 ou le très engagé L'Écran français. En plus des revues françaises, on déniche les index de la revue suisse Travelling  et celui de la revue universitaire québécoise CiNeMAS .

## Pistes de recherches
Les entrées sont classées, entre autres,  par revues , par auteurs d’articles , par cinéastes , par festivals . On peut, aussi, chercher un film  ou un thème.
Des recoupements et des croisements très riches sont, ainsi, possibles.
Calindex.eu est réalisé avec un grand soin et ne comporte quasiment pas d’erreur. C'est un instrument de recherche de premier ordre pour les cinéphiles, les étudiants ou les simples curieux.
Quatorze revues y possèdent, aussi, leur version papier .